# 로제트
식물학에서 로제트(영어: Rosette)는 짧은 줄기에 많은 잎들이 밀집해 장미 모양으로 배열된 것을 의미하며, 주로 두해살이 식물이나 여러해살이 식물이 겨울에 월동을 하기 위해 장미 형태를 취하는 것을 의미한다.
냉이, 달맞이꽃, 배추, 상추, 시금치 등이 로제트 형태로 겨울을 나며, 특히 민들레는 계절에 관계없이 로제트 형태를 취한다.

## 같이 보기
- 월동